# Weißkehl-Kreischeule
Die Weißkehl-Kreischeule (Megascops albogularis), auch Weißkehleule genannt,  ist eine Art aus der Familie der Eigentlichen Eulen. Sie kommt in vier Unterarten ausschließlich in Südamerika vor.

## Erscheinungsbild

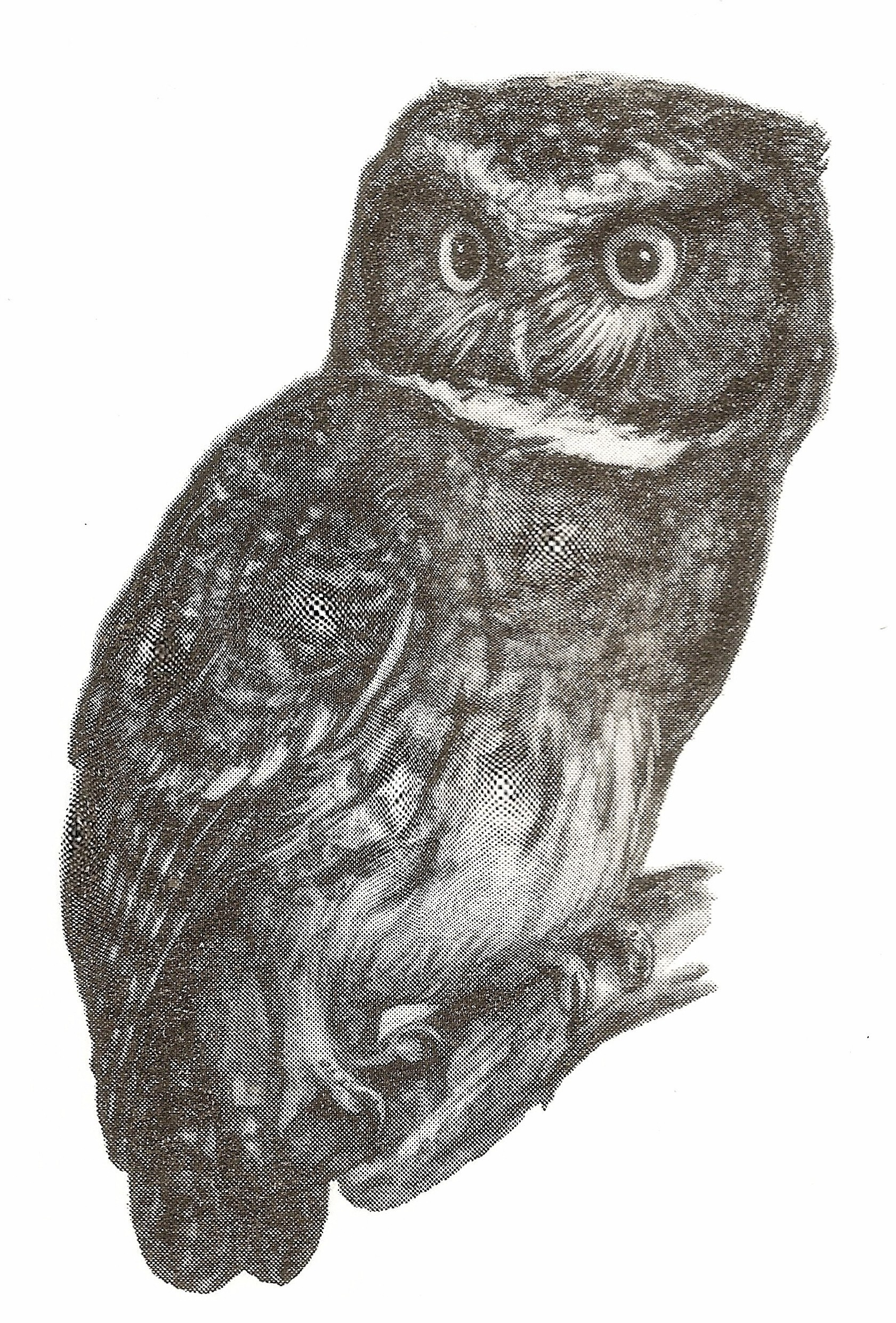
Weißkehl-Kreischeule, Illustration

Mit einer Körpergröße von etwa 28 Zentimetern ist die Weißkehl-Kreischeule innerhalb ihrer Gattung eine verhältnismäßig große Art. Federohren fehlen. Das Gefieder ist dunkel und am Kopf sitzt es sehr locker, so dass der Kopf relativ groß und rundlich wirkt. Das Kinn und die Kehle sind weißlich und kontrastieren auffällig mit dem dunklen Gefieder. Die Begrenzung des Gesichtsschleiers ist nur sehr undeutlich ausgeprägt oder fehlt sogar ganz.
Innerhalb ihres Verbreitungsgebietes ist die Weißkehl-Kreischeule wegen der hellen Kehle unverwechselbar. Auch von anderen Kreischeulen wie etwa der Andenkreischeule, der Hoy- und Nebelwald-Kreischeule unterscheidet sie sich durch ihre Lautäußerung.

## Stimme
Das Lautrepertoire der Weißkehl-Kreischeule ist sehr variabel. Eine typische Rufsequenz des Männchens besteht aus gleichmäßigen, in der Tonhöhe langsam abfallenden Rufen. Dabei erklingen pro Sekunde etwa vier bis fünf Rufe. Diese Phrase wird mit einem Abstand von etwa fünf bis 10 Sekunden wiederholt. Eine weitere Rufsequenz ist ein chu-churrochuroo-chuchorro-churrochurro-gugugugugug.

## Verbreitung und Lebensraum

Verbreitungsgebiet der Weißkehl-Kreischeule (grün)

Das Verbreitungsgebiet der Weißkehl-Kreischeule sind die Andenwälder von Kolumbien und dem Nordwesten Venezuelas über Ecuador und Peru bis nach Bolivien. Sie ist vermutlich ein Standvogel. Ihr Lebensraum sind Regen- und Nebelwälder in Höhenlagen zwischen 1.300 und 3.600 Höhenmetern. Typischerweise besiedelt sie dichte Wälder mit einem reichen Epiphyten-Wachstum oder dichten Bambusdickichten. In sehr hohen Höhen kommt sie auch in halboffenem Gelände vor, wenn zumindest kleine Wäldchen noch zu finden sind.

## Lebensweise
Die Weißkehl-Kreischeule ist eine nachtaktive Eulenart. Sie frisst überwiegend Insekten und in einem geringen Maße kleine Wirbeltiere. Ihre Lebensweise ist ansonsten nur sehr unzureichend untersucht. Auch ihr Bestand ist bislang nicht abschließend untersucht. In Peru und Ecuador ist sie eine verhältnismäßig häufige Art. In anderen Regionen wird sie vermutlich wegen ihrer versteckten Lebensweise in Höhenlagen nicht sehr häufig beobachtet.